# 神浦元彰
神浦 元彰（かみうら もとあき、1949年7月7日 - 2016年5月4日）は、日本の軍事ジャーナリスト。広島県世羅郡世羅西町（現・世羅町）出身。

## 経歴・人物
被爆二世。広島県立世羅高等学校（1学年1学期修了後経済的な事情で中退）、陸上自衛隊少年工科学校（12期生、3年次中退）、広島県立広島国泰寺高等学校定時制卒業。
写真専門学校を中退後、報道カメラマン等を経て1977年に小山内宏らと共に軍事学セミナーを発足。その後『週刊プレイボーイ』誌などで軍事ジャーナリストとしての活動に入る。
2004年4月から2005年3月まで放送されていた『HOT'n HOT お気に入りに追加!』（ニッポン放送）の木曜パートナーとして出演していた。
手製爆弾、改造エアソフトガン等新種の犯罪についても積極的にコメントを寄せていた。
趣味はヨット、マラソンで、2007年のホノルルマラソンでは完走（記録・7時間46分08秒）した。
2016年5月4日肝臓がんで死去。

## エピソード
- 関係企業との癒着が有名だったある空将を尾行取材中に同じ航空自衛隊の調査隊（現情報保全隊）と鉢合わせしたことがある[2]。
- 1999年2月28日に自殺した世羅高校の校長は、高校時代の恩師。
- 別冊宝島の『裸の自衛隊』が刊行された際、その赤裸々な内容から現職自衛官からの非難の手紙が殺到すると予想していたら、それに反し「正しく現実そのままだ」「俺の部隊にもこんな馬鹿がいるから取材してくれ」等激励の手紙が殺到した。

## これまでの主な発言
- 「私は戦争がないときは基本的にヒマですね[3]」
- 「我が子とはいえこれほど受験勉強をしないとは驚きでした[4]」
- 「クラスター爆弾の一種との分析したのは、100点満点のうちの25点、 手榴弾と分析したのは5点です。 いい加減な軍事解説は詐欺です。軍事知識を甘く見ないでください。[5]」
- 「今までに私が間違えたことを書いてしまったこともあり、そういったことへの皆さんからのご指摘やご批判をいただくことがあります。でも、そういったメールは「Reメールにお返事」というページ内でまっさきに掲載しています。それらは私が今まで考えてきたことへの記録であるので、間違えたコラムに関しても訂正はしますが削除はしません。その間違いに気付くことによって、軍事の勉強をしている人たちが、私を踏み台にしてステップアップしていってもらえればと思ってます」[6]

## 著書
単著
- 『日本の最も危険な日』（青春出版社、1979年）
- 『これが自衛隊の実力だ』（アイペックプレス、1990年）
- 『北朝鮮最後の謀略』（二見書房、1994年）
- 『北朝鮮「最終戦争」――99の極秘情報』（二見書房、1999年）
- 『北朝鮮消滅』（イーストプレス、2003年）

共著
- （アジア軍事分析グループ）『アジア有事 七つの戦争』（二見書房、1996年）

監修
- （別冊宝島編集部）『裸の自衛隊』（宝島社、1991年／宝島社文庫、1999年）
- （アーネスト・ヴォルクマン／茂木健訳）『戦争の科学――古代投石器からハイテク・軍事革命にいたる兵器と戦争の歴史』（主婦の友社、2003年）
- 『面白いほどよくわかる世界の軍隊と兵器――アメリカの世界支配と各国の勢力図を読む』（日本文芸社、2005年）

連載
- 『オレに言わせろ!』（イカロス出版月刊『Jウイング』内）